# Alegeri legislative în Coreea de Nord, 1948
Alegerile pentru Adunarea Supremă a Poporului(SPA)au avut loc pe data de 25 august 1948.Au fost  aleși 542 deputați.Prima întrunare s-a ținut între 2-10 septembrie. Au fost votate 2 legi: "Declarația privind transferul puterii" și "Programul politic al guvernului".
Primele alegeri generale din Coreea de Sud au avut loc 3 luni mai devreme.